# Companhia Portuguesa para a Construção e Exploração de Caminhos de Ferro
La Companhia Portuguesa para a Construção e Exploração de Caminhos de Ferro, nota anche come Companhia do Vouga, era una società portoghese costituita per succedere alla Compagnie Française pour la Construction et Exploitation des Chemins de Fer à l'Étranger nella gestione delle ferrovie del Vouga e di Aveiro.

## Storia

### Prodromi
L'11 luglio 1889 l'imprenditore Frederico Pereira Palha ottenne l'autorizzazione a formare un'impresa che costruisse e gestisse per 99 anni una ferrovia tra Torre de Eita, sulla ferrovia del Dão e Espinho, sulla ferrovia del Nord e una diramata tra Sever do Vouga e Aveiro. Detta disposizione fu confermata e integrata il 23 maggio 1901.  Il progetto, che risaliva al 1897, fu approvato il 30 ottobre 1903 e il contratto fu siglato il 25 aprile 1904.

### Nasce la Compagnie Française pour la Construction et Exploitation des Chemins de Fer à l'Étranger
Il Pereira Palha, ottenuta l'autorizzazione governativa il 17 marzo 1906, trasferì la sua concessione alla "Compagnie Française pour la Construction et Exploitation des Chemins de Fer à l'Étranger", una società a capitale preminentemente francese con sede principale in Francia e sede distaccata in Portogallo; si trattava di una sussidiaria della Compagnie de chemins de fer départementaux. Figura preminente della società era Franscisco Mercier che era appoggiato finanziariamente dal Crédit Mobilier.
Tuttavia la caduta del governo di Hintze Ribeiro e l'ingresso al nuovo ministero di John Franco ritardarono il processo e solo dopo molte pressioni dell'azienda fu promulgata la legge del 20 dicembre 1906 che approvava l'accordo provvisorio. Il contratto con lo Stato fu stipulato il 5 febbraio 1907. C'era ancora un nodo da sciogliere: la Companhia dos Caminhos de Ferro Portugueses da Beira Alta nel settembre del 1905 aveva presentata opposizione in quanto il tracciato della linea correva parallelo a meno di 40 km di distanza da una parte della ferrovia della Beira Alta; il 30 luglio del 1908 un pronunciamento del Tribunale Arbitrale pose termine alla questione.
La prima tratta tra Espinho e Oliveira de Azeméis fu aperta al traffico il 21 dicembre 1908; alla cerimonia inaugurale presenziò il re Manuele II del Portogallo la successiva sezione fu aperta fino a Albergaria-a-Velha. il tratto tra Ul e Albergaria-a-Velha entro in servizio il 1º aprile 1909. Quella da tale località fino a Macinhata Vouga e il prolungamento su Aveiro fu aperta l'8 settembre 1911.
Il tratto Sernada-Rio Mau (Vouga), circa 4 km, entrò in servizio il 5 maggio 1913; il 5 settembre fu aperto il tratto Bodiosa-Viseu e il 4 novembre il tratto dal fiume Mau a Ribeiradio. Il 30 novembre si raggiunse Vouzela e la sezione fino a Bodiosa fu aperta il 5 febbraio 1914 per complessivi 79 km. I lavori di costruzione della ferrovia del Vouga e della diramata ferrovia di Aveiro furono completati il 5 febbraio 1914.

### La Compagnie Française si trasforma in entità nazionale
La prima guerra mondiale creò serie problematiche alla "Compagnie" che dovette affrontare difficoltà di approvvigionamento e di gestione dato che la sede principale, dalla quale dipendeva, era in territorio francese; di fronte al pericolo di una revoca della concessione venne avviato un processo di nazionalizzazione della "Compagnie Française" e delle sue obbligazioni,
Il contratto sociale venne modificato con legge n. 789 del 25 agosto 1917 e ratificato dall'Assemblea generale dei soci il 7 luglio 1923.

### Nasce la Companhia Portuguesa para a Construção e Exploração de Caminhos de Ferro
Il 1º aprile 1924 furono pubblicati i nuovi statuti creando la nuova entità interamente portoghese, la Companhia Portuguesa para a Construção e Exploração de Caminhos de Ferro. La divisione "Sociedade de Exploração" venne cambiata in "Sociedade Portuguesa";  gli statuti vennero pubblicati l'8 maggio 1926 mentre il decreto del 24 febbraio 1928 regolamentò i rapporti con l'impresa.
La trasformazione in impresa portoghese venne completata con l'emissione di obbligazioni in sostituzione di quelle "francesi" precedenti.
Il 15 novembre 1926 la Compagnia veniva autorizzata a prolungare la linea di Aveiro fino a São Roque e Cantanhede passando per Mira, Ílhavo e Vagos.
Fu un periodo di prosperità economica per l'azienda, nelle sue nuove vesti, cui corrispose il miglioramento delle infrastrutture e del materiale rotabile; i proventi del traffico, nel 1926, erano aumentati a 30.000 escudos per chilometro e i ricavi netti totali superarono il milione. I primi anni trenta furono densi di attività e frequentazione turistica tuttavia nella seconda metà del decennio cominciarono a farsi sentire gli effetti della concorrenza del trasporto su strada.

### Estinzione
Per porre rimedio alla insostenibilità dei costi di gestione e di esercizio la legge n. 2008, del 7 settembre 1945, stabilì l'accorpamento delle ferrovie del Portogallo in un unico ente allo scopo di facilitarne la gestione, aumentarne l'efficienza e ridurre i costi di esercizio.  Il trasferimento di gestione dalla Companhia do Vouga alla Companhia dos Caminhos de Ferro Portugueses venne definito contrattualmente nel 1946. Il 1º gennaio 1947 le Caminhos de Ferro iniziavano la gestione diretta della ferrovia del Vouga e della diramata di Aveiro.